# William Mitchinson Hicks
William Mitchinson Hicks (23 septembre 1850, Launceston, Cornouailles - 17 août 1934, Crowhurst, Sussex) est un mathématicien et physicien britannique. 

## Biographie
Il étudie au St John's College de Cambridge, obtient son diplôme en 1873 et devient membre du Collège.
Hicks passe la majeure partie de sa carrière à Sheffield, contribuant au développement de l'université là-bas. Il est directeur du Firth College de 1892 à 1897. En 1897, le Firth College fusionne avec deux autres collèges pour former le University College of Sheffield, et Hicks en est le premier directeur jusqu'en 1905, lorsque le College reçoit sa propre charte royale et devient l'Université de Sheffield. Hicks est le premier vice-chancelier de l'Université, en poste à partir de 1905.
De 1883 à 1892, il est professeur de physique et de mathématiques à Sheffield, et y est professeur de physique de 1892 à 1917. Il est élu membre de la Royal Society en 1885 . Il reçoit la Médaille royale de la Royal Society en 1912 : "Sur le terrain de ses recherches en physique mathématique."  En 1921, Hicks remporte le prix Adams .
Le bâtiment Hicks de l'Université de Sheffield, qui abrite les départements de physique et d'astronomie, l'atelier de chimie et de physique (anciennement connu sous le nom d'ateliers centraux de mécanique) et l'école de mathématiques et de statistique, est nommé en son honneur. L'équation de Hicks porte son nom.